# Terranigma
Terranigma (Japanska:天地創造, Tenchi Souzou) är ett TV-spel till SNES. Spelet utvecklades av Quintet och gavs ut i Japan 1995 av Enix för att ett år senare ges ut av Nintendo även i Europa och Australien.
Det brukar ibland räknas som den sista delen i en trilogi, tillsammans med Soul Blazer och Illusion of Time, såvida inte man räknar in The Granstream Saga i Soul Blazer serien men det finns också tematiska länkar till ActRaiser, ett annat spel av Quintet.

## Beskrivning
Terranigma är ett actionorienterat äventyrsspel med RPG-element. Spelmässigt finns det likheter med Nintendos Zelda-serie och Squares Secret of Mana, samt även med Quintets tidigare spel Soul Blazer och Illusion of Time.
Spelets huvudperson, Ark, får det gudomliga uppdraget att återskapa den döda jorden. Detta utförs mestadels genom att, på genrekonventionellt sätt, kämpa sig igenom olika former av grottor, hålor och borgar för att där besegra en boss. När spelet börjar existerar inte ens världens kontinenter längre, men steg för steg återställer Ark växtliv, djurliv och, senare, även människan och den teknologiska utvecklingen. Under spelets gång är Arks enda konstanta följeslagare Yomi, en rosa bolliknande varelse som bor i en magisk låda, i vilken spelaren också kan förvara alla sina föremål. Tillsammans reser de från den "inre" underjord från vilken de kommer upp till jordytan, och formar världens utveckling fram till modern tid.
Tidsflödet i Terranigma följer inte någon naturalistisk kronologi, utan kan snarare beskrivas som symbolisk eller mytologisk, där gränsen mellan dagar och tidsåldrar är vag och flytande.